# TRL Awards (Italia)
Los TRL Awards son un evento organizado por el programa de televisión Total Request Live de MTV Networks de televisión que pertenece a Italia, donde los cantantes y las canciones más populares de los últimos doce meses son recompensados. La primera y la secundera edición de los TRL Awards se celebró en 2006 y en 2007 en la Piazza del Duomo de Milán, para la tercera era de la Plaza del Plebiscito de Nápoles, el cuarto en Trieste en Piazza Unità d'Italia, mientras que para el quinto Génova. 
La ceremonia de premiación se transmitirá en vivo cada año en MTV Italia, y entre los premios hay uno para el mejor artista masculino del año (Man of the Year) para el mejor revelación del año (Best New Artist) y para el mejor llenado las plazas italianas, donde la transmisión se establece (Best Riempipiazza). 
Generalmente los primeros premios son otorgados por votación en la página web oficial para todos aquellos que quieran participar, mientras que algunas categorías son elegibles para votar solamente mediante la aplicación de Windows Live Messenger o SMS durante la transmisión en vivo.

## Ciudades
| Año  | Lugar                 | Ciudad    | Presentador                                      |
| ---- | --------------------- | --------- | ------------------------------------------------ |
| 2006 | Piazza del Duomo      | Milán     | Alessandro Cattelan y Giorgia Surina             |
| 2007 | Piazza del Duomo      | Milán     | Alessandro Cattelan                              |
| 2008 | Piazza del Plebiscito | Nápoles   | Alessandro Cattelan y Elena Santarelli           |
| 2009 | Piazza Unità d'Italia | Trieste   | Carlo Pastore y Elisabetta Canalis               |
| 2010 | Porto Antico          | Génova    | J-Ax                                             |
| 2011 | Piazza Santa Croce    | Florencia | Fabrizio Biggio, Francesco Mandelli y Nina Zilli |
| 2012 | Piazzale Michelangelo | Florencia | Valentina Correani y Club Dogo                   |

## Ganadores

### 2006
- First Lady: Avril Lavigne
- Man of the Year: Lee Ryan
- Best Group: t.A.T.u.
- Best New Artist: Hilary Duff
- Best Riempi-Piazza: Gemelli Diversi
- Miglior Cartellone: Il più artistico
- Best "Verrei ma non posso": Cast O.C.
- Best Lacrima Award: Jesse McCartney
- Best TRL City: Milano
- Miglior Momento Divertente: Bloodhound Gang
- Italians Do It Better: Negramaro
- Best Number One of the Year: Lee Ryan - Army of Lovers

### 2007
- First Lady: Hilary Duff
- Man of the Year: Tiziano Ferro
- Best Band: My Chemical Romance
- Best New Artist: 30 Seconds to Mars
- Best Riempi-Piazza: Tiziano Ferro
- Best Movie: Notte prima degli esami - Oggi
- Best Live Moment: Zero Assoluto - Sei parte di me (Siracusa)
- Best Cartello: Jacopo & Paolo - Torino "Gli ospiti di oggi"
- Best Lacrima Award: Finley
- Italians Do It Better: Finley
- Best TRL History: Nek
- Best Number One of the Year: Finley - Diventerai una star

### 2008
- First Lady: Avril Lavigne
- Man of the Year: Tiziano Ferro
- Best Band: Tokio Hotel
- Best New Artist: Sonohra
- Best Riempi-Piazza: Finley
- Best Movie: Come tu mi vuoi
- Best Cartello: Matteo, Mattia, Francesca e Lorenzo - Firenze "30 Seconds to Mars"
- Best Coppia Blockbuster: Michelle Hunziker y Fabio De Luigi
- Best TRL History: Max Pezzali
- Best Number One of the Year: Tokio Hotel - Monsoon

### 2009
- First Lady: Hilary Duff
- Man Of The Year: Marco Carta
- Best Band: Lost
- Best New Artist: dARI
- Best Riempi-Piazza: Sonohra
- Best Movie: Crepúsculo
- Best Cartello: Jonas Brothers
- Best Event In Milan of the Year: Jonas Brothers
- Playlist Generation: #1 30 Seconds to Mars
- Italians Do It Better: Gemelli Diversi
- Best TRL History: Cesare Cremonini
- Best TRL Artist of the Year: Tokio Hotel
- Best Number One of the Year: Marco Carta - La Forza Mia

### 2010
- Best International Act: Justin Bieber
- Best New Generation: Broken Heart College
- Best Look: dARI
- Best Movie: Avatar
- Best Fan Club: Lost
- My TRL Video: Valerio Scanu - Per tutte le volte che...
- MTV First Lady: Malika Ayane
- MTV Man of the Year: Marco Mengoni
- MTV Best Band: Muse

### 2011
- Best Look: Avril Lavigne
- Best MTV Show: I soliti idioti
- Best new act: Modà
- Hot&sexy Award: Robert Pattinson
- Too much Award: Ligabue
- Wonder Woman Award: Lady Gaga
- Superman Award: Fabri Fibra
- Best band: 30 Seconds to Mars
- Best talent show Artist: Marco Carta
- Italians do it Better: Modà
- TRL History Award: Zero Assoluto
- First Lady Award: Nina Zilli

### 2012
- Best Look: Justin Bieber
- Best MTV Show: I soliti idioti
- Best New Generation: Emis Killa
- Wonder Woman Award: Laura Pausini
- Superman Award: Marco Mengoni
- Best Band: Modà
- Italians do it better: Emma Marrone
- Best Fan: Big Bang
- Best Tormentone: Michel Teló - Ai se eu te pego
- Best Video: LMFAO featuring Lauren Bennett and GoonRock - Party Rock Anthem
- MTV History Award: Subsonica

## Links
- Sitio Oficial Archivado el 4 de diciembre de 2002 en Wayback Machine.

- Datos: Q2000081